# Thecosemidalis biacuta
Thecosemidalis biacuta is een insect uit de familie van de dwerggaasvliegen (Coniopterygidae), die tot de orde netvleugeligen (Neuroptera) behoort. 
De wetenschappelijke naam Thecosemidalis biacuta is voor het eerst geldig gepubliceerd door Meinander in 1972.